# Nakamachidai (metropolitana di Yokohama)
Nakamachidai (仲町台駅?, Nakamachidai-eki) è una stazione della metropolitana di Yokohama che si trova nel quartiere di Tsuzuki-ku a Yokohama, ed è servita dalla linea blu.

## Linee
Metropolitana di Yokohama
 Linea blu (linea 4)

## Struttura
La stazione è realizzata su un viadotto e possiede due marciapiedi laterali con due binari passanti.
| 1 | Linea blu |  | per Yokohama e Shōnandai  |
| 2 | Linea blu |  | per Center-Kita e Azamino |

## Stazioni adiacenti
| «         | Servizio      | »             |
| Linea Blu | Linea Blu     | Linea Blu     |
| --------- | ------------- | ------------- |
| Nippa     | Locale Rapido | Center-Minami |